# Antonio Vázquez Megido
Antonio Vázquez Megido (Ḷḷevinco, Astúries, 26 de gener de 1961) és un tirador amb arc asturià, ja retirat, guanyador d'una medalla olímpica.
Va participar, als 19 anys, en els Jocs Olímpics d'Estiu de 1980 realitzats a Moscou (Unió Soviètica), on finalitzà vint-i-novè en la prova individual. Absent dels Jocs Olímpics d'estiu de 1984 va participar en els Jocs Olímpics d'Estiu de 1988 celebrats a Seül (Corea del Sud), on finalitzà trenta-dosè en la prova individual i dissetè en la prova per equips. En els Jocs Olímpics d'Estiu de 1992 celebrats a Barcelona (Espanya) aconseguí guanyar la medalla d'or en la prova per equips, juntament amb Juan Carlos Holgado i Alfonso Menéndez, així com vint-i-vuitè en la prova individual. Participà en els Jocs Olímpics d'Estiu de 1996 realitzats a Atlanta (Estats Units), on va finalitzar seixantè en la prova individual.